# Irie Takako

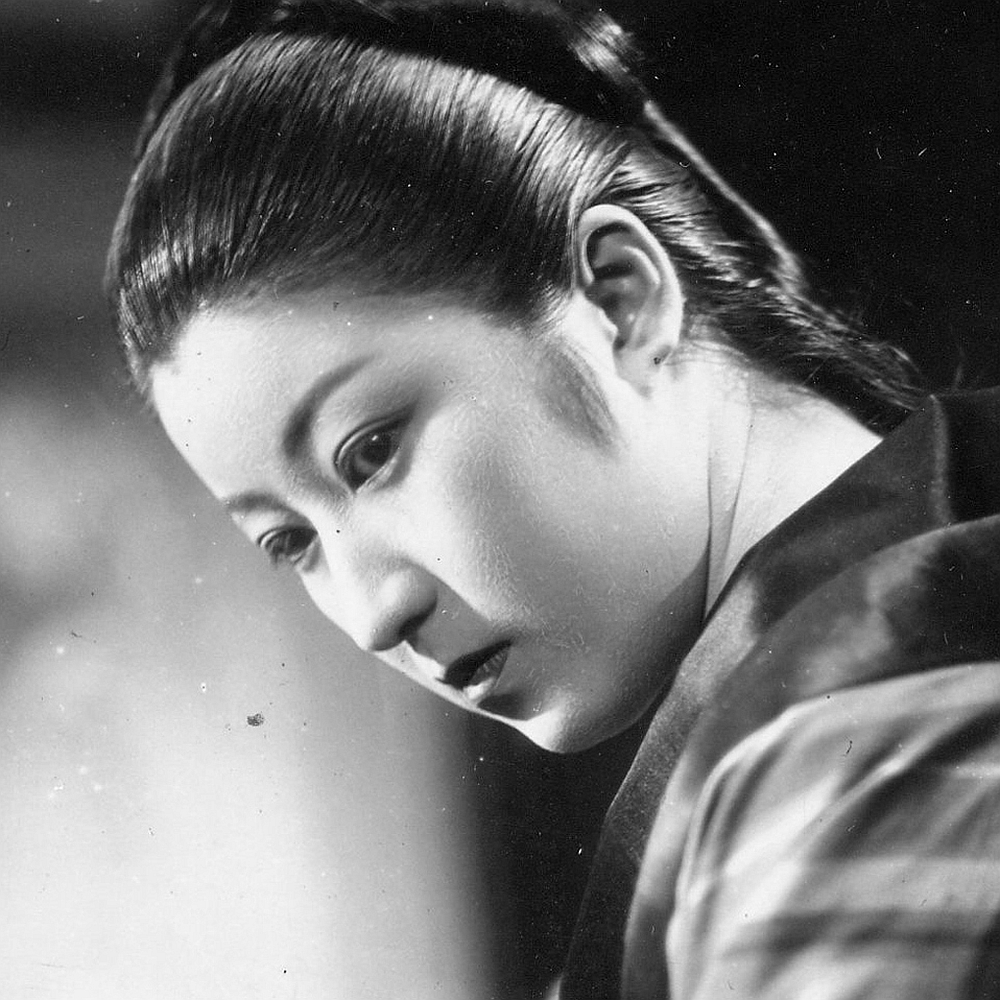
Irie Takako in
„Taki no Shiraito“

Irie Takako (japanisch 入江 たか子; geboren 11. Februar 1911 in Tokio; gestorben 12. Januar 1995 als Hideko Higashibōjō, japanisch 東坊城 英子 Higashibōjō Hideko) war eine japanische Filmschauspielerin.

## Leben und Wirken

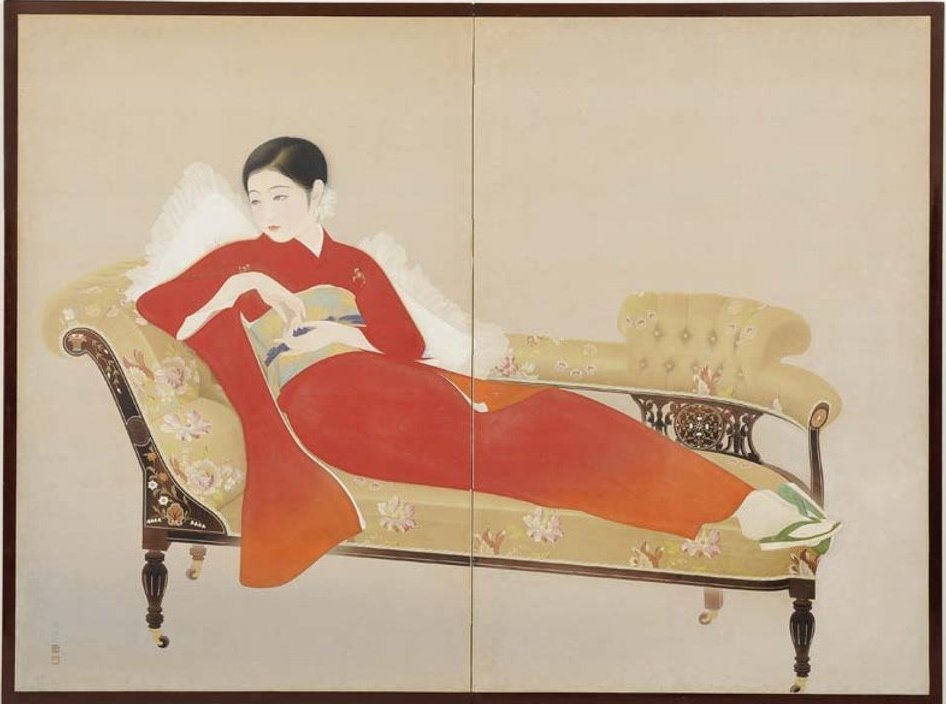
„Frau“ (Irie Takako)

Irie Takako stammte aus einer Adelsfamilie. Nach ihrem Abschluss am „Bunka Gakuin“ (文化学院) wandte sie sich dem Theater zu und stand im Kansai-Gebiet auf Bühnen, die den „Neuen Theaterstil“ (新劇, Shingeki) pflegten. 1927 schloss sie sich dem Filmunternehmen Nikkatsu und machte ihr Debüt in „Kechimbo Chōja“ (けちんぼ長者) – „Geizhals Millionär“. Mit ihrer Schönheit und Eleganz wurde sie gleich zum großen Star.
Danach spielte Irie  für die Filmunternehmen „Shinkō kinema“, „Tōhō“ und gründete in dieser Zeit ihr eigenes Unternehmen „Irie Pro“. Sie spielte in dem Film des Regisseurs Mizoguchi Kenji, wie „Taki no Shiraito“ (滝の白糸) – „Weiße Fäden des Wasserfalls“ 1933, sowie in Tasaka Tomotakas „Tsuki yori shisha“ (月よりの使者) – „Der Bote vom Mond“ 1934, „Meiji ichidai onna“ (明治一代女) – „Die bekannteste Frau der Meiji-Zeit“ 1935, dann in „Tōjūrō no ai“ (藤十郎の恋) – „die Liebe des Tōjūrō“ 1938 und in anderen Filmen die Hauptrolle.
Nach dem Zweiten Weltkrieg wechselte Irie zu Nebenrollen und trat in Geisterkatzenfilmen des Filmunternehmens Daiei (大映) auf. Dazu gehörten die Serie „Kaida Saga yashiki“ (怪談佐賀屋敷), die sie in ihrem eigenen Unternehmen unter der Regie von Arai Ryōhei (荒井 良平; 1901–1980) produzierte. Ein weiterer Film Arais war „Kaibyō Arima goten“ (怪猫有馬御殿) – „Geisterkatze im Arima Palast“. Sie wurde daher auch „Bakeneko joyū“ (化猫女優) – „Geisterkatzen-Schauspielerin“ genannt.
1958 zog Irie sich aus dem täglichen Filmgeschäft zurück, übernahm aber gelegentlich Rollen, um die sie von den Regisseuren Kurosawa Akira – siehe „Sanjuro“ – oder Ichikawa Kon gebeten wurde. Sie hinterließ eine Autobiografie „Eiga joyū“ (映画女優) – „Eine Filmschauspielerin“.